# Viktorija Kesar
Viktorija Juriïvna Kesar (in ucraino Вікторія Юріївна Кесарь?; Zaporižžja, 11 agosto 1993) è una tuffatrice ucraina.

## Palmarès
- Europei di nuoto/tuffi

Kiev 2017: argento nel sincro 3 m misto e nella gara a squadre.
Glasgow 2018: bronzo nel sincro 3 m misto.
Kiev 2019: oro nel sincro 3 m misto e bronzo nel sincro 3 m.
Roma 2022: argento nella squadra mista.
- Universiadi

Taipei 2017: argento nel sincro 3 m misto.